# Thing di tutti i Geati
Il Thing di tutti i Geati (svedese: Alla götars ting) era il thing (assemblea generale) tenuto dall'età preistorica al Medioevo a Skara, in Västergötland.

## Descrizione
Nonostante il nome possa suggerire che riguardava tutti i Geati, in realtà comprendeva solo coloro che abitavano in Västergötland e Dalsland, e viene descritto anche nel codice di leggi chiamato Västgötalagen. Secondo la legge ostrogota (Östgötalagen), il thing di Lionga era l'equivalente tenuto in Östergötland, a Linköping nel Medioevo, e nelle immediate vicinanze in tempi precedenti.
Tutti gli uomini liberi che abitavano il territorio, e che erano in grado di maneggiare un'arma, avevano il diritto di partecipare a questa assemblea tenuta da un Lögsögumaður
Aveva anche un parallelo in Svezia nel thing di Gamla Uppsala, chiamato appunto Thing di tutti gli Svedesi.